# Apolexis monardi
Apolexis monardi är en insektsart som beskrevs av Jacobi 1936. Apolexis monardi ingår i släktet Apolexis och familjen Flatidae.
Artens utbredningsområde är Angola. Inga underarter finns listade i Catalogue of Life.